# محمد جهاد اللحام
محمد جهاد اللحام ولد في دمشق في 13 يناير 1954

 رئيس مجلس الشعب منذ 2012 ونقيب محامي دمشق منذ سنة 2005. تم انتخابه رئيساً لمجلس الشعب في 24 أيار / مايو 2012 في الجلسة الأولى من الدور التشريعي الأول وفق الدستور الذي تم اعتماده في 27 شباط / فبراير 2012. تم ترشيحه بعد جلسة غير رسمية لأعضاء مجلس الشعب البعثيين باعتبارهم يشكلون الأغلبية العظمى في مجلس الشعب .
في 5 مايو 2018 أصدر الرئيس بشار الأسد المرسوم رقم 165 لعام 2018 القاضي بتعيين محمد جهاد اللحام رئيسا ً للمحكمة الدستورية العليا .